# Dietrich Fürst
Dietrich Fürst (* 2. März 1940 in Zwickau; † 11. Juni 2024 in Hannover) war ein deutscher Volkswirt und Raumplaner.

## Leben
Fürst studierte Volkswirtschaftslehre von 1960 bis 1961 in Kiel und von 1961 bis 1964 in Köln. Nach dem Abschluss wechselte er an das Kommunalwissenschaftliche Forschungszentrum Berlin, heute Deutsches Institut für Urbanistik. Dort war er bis 1967 tätig. Dem schloss sich die Assistenztätigkeit am Finanzwissenschaftlichen Seminar der Universität zu Köln an. In diese Zeit fielen auch die Promotion und Habilitation an der Universität Köln. 1974 wurde er zum Professor am Fachbereich Politik- und Verwaltungswissenschaften der Universität Konstanz ernannt. 1981 folgte er dem Ruf auf eine Professur für Landesplanung und Raumforschung im Fachbereich Landespflege der Universität Hannover. Noch im selben Jahr wurde er zunächst korrespondierendes Mitglied und 1990 ordentliches Mitglied der Akademie für Raumforschung und Landesplanung. 2004 trat er in den Ruhestand.
Er war Vorsitzender der Wissenschaftlichen Gesellschaft zum Studium Niedersachsens und Redaktionsleiter des Neuen Archivs
für Niedersachsen.

## Publikationen
- Die Ausgleichsfunktion der Kreisumlage. Diss., Kohlhammer Verlag, Stuttgart 1968.
- Kommunale Entscheidungsprozesse. Ein Beitrag zur Selektivität politisch-administrativer Prozesse. Habil., Nomos Verlagsgesellschaft, Baden-Baden 1975.
- mit Paul Klemmer; Klaus Zimmermann: Regionale Wirtschaftspolitik. Werner Verlag, Düsseldorf 1976.
- Stadtökonomie. Fischer, Stuttgart 1977
- Verhaltenslenkende Elemente in der Strukturpolitik. Universitätsverlag, Konstanz 1978
- Grundlagen für ein Planspiel zur kommunalen Finanz- und Investitionsplanung. Universität Konstanz 1979.
- Stadt und Staat. Verdichtungsräume im Prozeß der föderalstaatliche Problemverarbeitung. Nomos Verlagsgesellschaft, Baden-Baden 1984.
- Regionalverbände im Vergleich. Entwicklungssteuerung in Verdichtungsräumen. Nomos-Verlagsgesellschaft, Baden-Baden 1990
- mit Bernhard Müller: Weiterentwicklung der Gemeinsamen Landesplanung Bremen-Niedersachsen. Nomos-Verlagsgesellschaft Baden-Baden 1994
- Reaktionsweisen kommunaler Umweltschutzverwaltungen gegenüber wachsenden Anforderungen Nomos-Verlagsgesellschaft, Baden-Baden 1997
- Handbuch Theorien + Methoden der Raum- und Umweltplanung. Dortmunder Vertrieb für Bau- und Planungsliteratur, Dortmund 2001
- Steuerung durch Regionalplanung. : Nomos-Verlagsgesellschaft, Baden-Baden 2003
- Raumplanung. Herausforderungen des deutschen Institutionensystems. Dorothea Rohn Verlag, Detmold 2010
- Postfossile Gesellschaft. Peter Lang GmbH, Academic Research, Frankfurt 2014